# Antonín Bennewitz

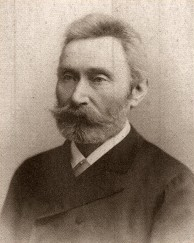
Antonín Bennewitz (1920)

Antonín Bennewitz, auch Anton Bennewitz  (* 26. März 1833 in Přívrat, Böhmen; † 29. Mai 1926 in Doksy, Tschechoslowakei) war ein böhmischer Geiger, Dirigent und Musikpädagoge, der in der Tradition jener Violinvirtuosen stand, die mit Giovanni Battista Viotti begann und sich später bis Jan Kubelík und Wolfgang Schneiderhan fortsetzte.

## Leben und Wirken
Zwar soll Bennewitz in die Geburtsmatrikel als Antonín Benevic eingetragen worden sein, doch findet sich sein Familienname auch in der tschechischen Literatur generell in der deutschen  Form Bennewitz, denn väterlicherseits war er preußischer Herkunft. Schon sein Berliner Großvater war in die Dienste der böhmischen Grafen Waldstein oder Wallenstein getreten, und Bennewitz wurde als  drittes Kind des Gräflich Waldsteinschen Forstverwalters im Forsthaus von Přívrat geboren, seine tschechische Mutter war die Tochter des Schlossdirektors Keppert auf Schloss Litomyšl.
Nach dem Besuch des Piaristen-Gymnasiums in Leitomischl studierte er von 1846 bis 1852 am Prager Konservatorium Violine bei Moritz Mildner (1812–1865), war dann als Erster Geiger am Prager Ständetheater („Stavovské divadlo“), das durch die Uraufführung zweier Mozart-Opern in die Musikgeschichte eingegangen ist, und anschließend als Konzertmeister in Salzburg und in Stuttgart engagiert. 1859 konzertierte er in Paris and Brüssel.  Auch sein Mitwirken an der verunglückten Uraufführung von Smetanas Klaviertrio in G, op. 153 im  Dezember 1855 in Prag  mit dem Cellisten Johann August Julius Goltermann und mit Smetana selbst am Klavier fiel in diese Periode. Mit Goltermann hatte er bereits ein Jahr zuvor in einer Matinee von Smetanas Musikschule mit der begabtesten Schülerin Smetanas, der elfjährigen Augusta Kolářova, ein Trio gebildet und Beethovens Klaviertrio G-Dur (op. 1 Nr. 2) gespielt. Diesem Mädchen, einer Cousine von Smetanas Frau, war später unter dem Namen Auguste Auspitz-Kolár (1843–1878) eine brillante Karriere beschieden.
1866 erhielt Bennewitz eine Professur für  Violine am  Prager Konservatorium. 1876 folgte er Mildner als Erste Geige in Friedrich Wilhelm Pixis’ Streichquartett nach, das später als Bennewitz Quartett sehr bekannt wurde. 1882 wurde ihm die Direktion des Prager Konservatoriums übertragen, die er, obwohl er sich bereits 1895 pensionieren lassen wollte, bis  1901 innehatte und in welcher Funktion ihm später Antonín Dvořák nachfolgte. Unter der Leitung von Bennewitz erlebte sein Institut sein „goldenes Zeitalter“. Selbst gemischter deutsch-tschechischer Herkunft, wirkte er im aufgeflammten Nationalitätenstreit als Mittler, schätzte seine tschechischen Studenten nicht geringer als jene deutscher Nationalität, sorgte durch die Einführung auch tschechischsprachigen Unterrichts für Chancengleichheit in den musiktheoretischen Fächern, hielt Ausschau nach musikalischen Begabungen auch unter der tschechischen Bevölkerung, kämpfte für die Bereitstellung öffentlicher Mittel für hochbegabte, aber wenig bemittelte Studenten.

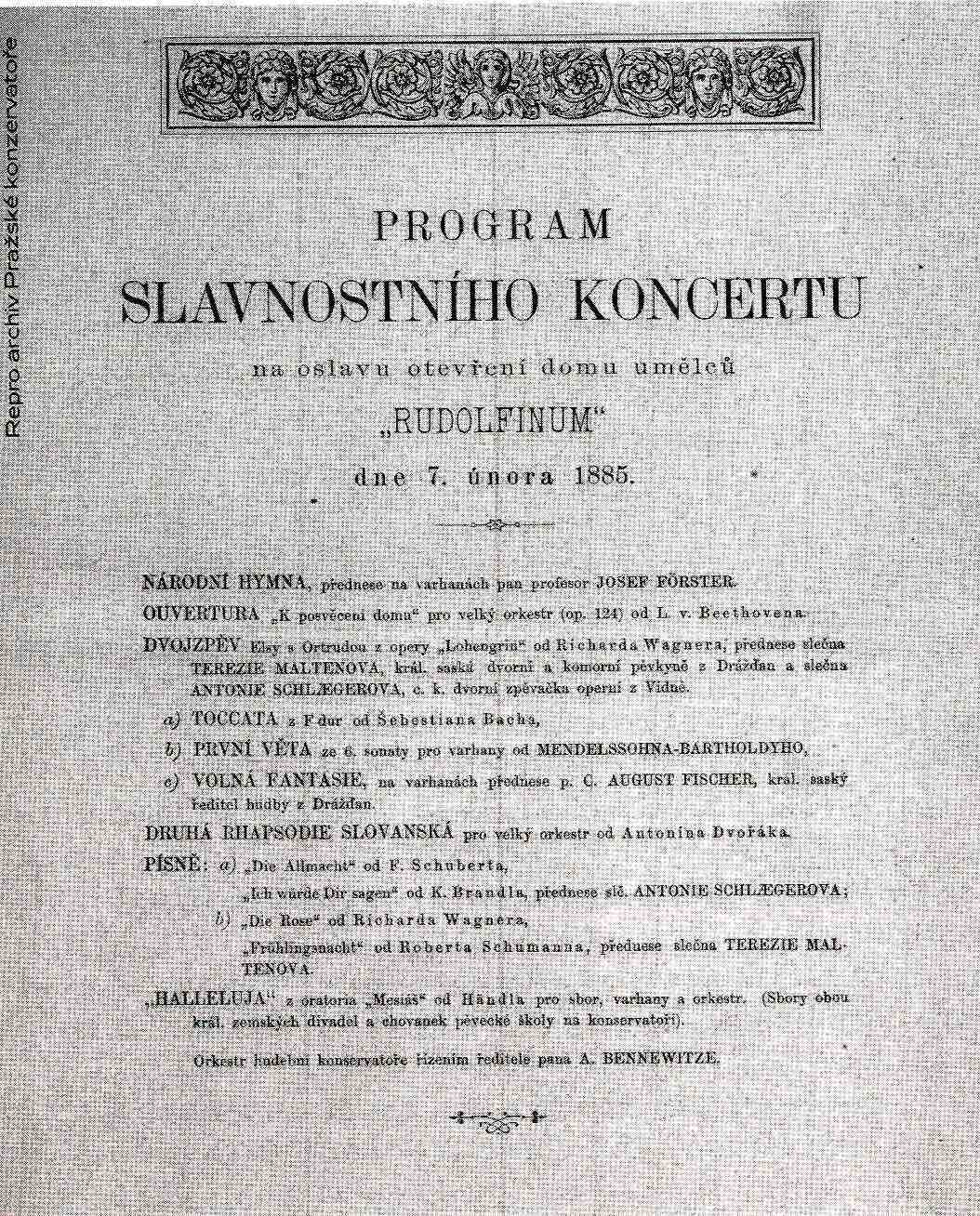
Programm des Festkonzerts anlässlich der Einweihung des Prager Rudolfinums 1885.
Dirigat „A. Bennewitz“

In seine Direktionsperiode fiel die Eröffnung des Rudolfinums, was seinem Bestreben, auch tschechische Musiker zu fördern, sehr entgegenkam. Er brachte zahlreiche ihrer Werke auf die Programme der Konservatoriumskonzerte, dirigierte solche Werke auch gerne selbst und war auch einer der Gründer des Prager Kammermusikvereins, dessen nationale Ideale Smetana zu seinem 1. Streichquartett in e-Moll „Aus meinem Leben“ anregten.
Bennewitzs Schüler bewirkten den Weltruhm der Prager Violinschule. Dazu gehörten František Ondříček, der Dvořáks Violinkonzert zur Uraufführung brachte, und Karel Halíř, dem Sibelius die Uraufführung der revidierten Fassung seines Violinkonzerts anvertraute, der Komponist und Musikpädagoge Hans (Hanuš) Sitt, Jiří Herold (1875–1934), der Geiger Johann (Hans) Gerstner (1851–1939), drei Mitglieder des Böhmischen, bzw. später Tschechischen  Streichquartetts – die beiden Geiger Karl Hoffmann (1872–1936) and Josef Suk sowie als Bratschist der Komponist und Dirigent Oskar Nedbal – aber auch Otakar Ševčík ebenso wie Franz Lehár, der schon mit zwölf Jahren Schüler des Prager Konservatoriums mit dem Hauptfach Violine bei Antonín Bennewitz war, dem jedoch Dvořák anriet, sich eher auf das Komponieren zu konzentrieren.
Im Februar 1895 dirigierte Bennewitz mit großem Erfolg die erste vollständige Aufführung von Josef Suks Streicherserenade in Es op. 6 mit dem Prager Konservatoriumsorchester, nachdem bereits zwei Sätze unter Suk selbst bereits 14 Monate zuvor zu hören gewesen waren. Im Juni 1896 brachte Bennewitz ebenfalls mit dem Konservatoriumsorchester in halböffentlichen Konzerten Dvořáks "Symphonische Gedichte" Die Mittagshexe, Der Wassermann und  Das Goldene Spinnrad zur Uraufführung.
1901 ging Bennewitz nach 35 Jahren Tätigkeit am Prager Konservatorium in den Ruhestand. Das Sitzungsprotokoll der 7. Sitzung des böhmischen Landtags vom 26. Juni 1902 vermeldet unter Zahl 96: „Bericht des Landesausschusses über das Gesuch des Vorstandes des Vereines zur Förderung der Tonkunst in Böhmen um Gewährung einer besonderen Subvention zur Bedeckung der Pension für den Direktor des Prager Konservatoriums Anton Bennewitz“.
Nach der Pensionierung zog sich der fast Siebzigjährige mit seiner Frau Emilie, geb. Miková, einer Opernsängerin, die einst die erste Milada in Smetanas Dalibor gewesen war, nach Nordböhmen zurück, wo er bis zum Lebensende blieb.

## Würdigung
1998 wurde in Prag zu Ehren von Antonín Bennewitz ein neues Bennewitz Quartett gegründet mit Jiří Němeček und Štěpán Ježek, Violinen, Jiří Pinkas, Viola, und Štěpán Deležal, Violoncello, die Musikschule in Česká Třebová wurde nach ihm benannt, an seinem 1875 abgebrannten, jedoch mittlerweile wieder errichteten Geburtshaus wurde 1959 eine Gedenktafel angebracht und im Ort im April 2008 feierlich ein Denkmal für den Konservatoriumsprofessor Bennewitz enthüllt. Sein Name wird auch durch das 1999 ins Leben gerufene Internationale Musikfestival Antonín Bennewitz in Třebová mit einem Konzert in seinem dörflichen Geburtsort lebendig erhalten.